# محمد خوش سیما
محمد خوش سیما (زاده ۱۱ بهمن ۱۳۶۲) نظامی و نماینده مردم حوزه انتخابیه گرمی در دوره دوازدهم مجلس شورای اسلامی است. وی با کسب ۲۰٬۰۱۹ رأی برگزیده شد.

## سوابق
خوش سیما در بهمن ۱۳۸۲، در سن ۲۰ سالگی جذب سپاه پاسداران شده و در دانشگاه افسری امام حسین تهران مشغول به تحصیل و آموزش می‌شود. وی پس از فارغ‌التحصیلی با رسته مقاومت در سال ۱۳۸۵ به عنوان مدیر کارگزینی و ایثارگران ناحیه مقاومت بسیج گرمی مشغول به کار می‌شود. وی معاونت سرمایه انسانی ناحیه سپاه گرمی، معاونت تربیت‌بدنی ناحیه سپاه گرمی و معاونت حقوقی سپاه ناحیه گرمی را در کارنامه خود دارد.